# Western & Southern Open 2023
Western & Southern Open 2023, známý pod názvem Cincinnati Masters 2023, byl společný tenisový turnaj na profesionálních okruzích mužů ATP Tour a žen WTA Tour, hraný v Lindnerově rodinném tenisovém centru na otevřených dvorcích s tvrdým povrchem Laykold. Stý dvacátý druhý ročník mužského a devadesátý pátý ženského Cincinnati Masters probíhal mezi 14. až 20. srpnem 2023 v ohijském Masonu přibližně 35 kilometrů od centra Cincinnati.
Mužská polovina dotovaná 7 665 215 americkými dolary se řadila do kategorie okruhu ATP Masters 1000. Ženská část s rozpočtem 2 788 468 dolarů patřila do kategorie WTA 1000. Turnaj představoval součást severoamerické US Open Series v jejím pátém týdnu. Nejvýše nasazenými singlisty se staly světové jedničky, Španěl Carlos Alcaraz a Polka Iga Świąteková. Jako poslední přímí účastníci do dvouher nastoupili 49. hráč žebříčku Richard Gasquet z Francie a 42. žena klasifikace Elisabetta Cocciarettová z Itálie.
V důsledku invaze Ruska na Ukrajinu na konci února 2022 řídící organizace tenisu ATP, WTA a ITF s grandslamy rozhodly, že ruští a běloruští tenisté mohli dále na okruzích startovat, ale do odvolání nikoli pod vlajkami Ruska a Běloruska.
Devadesátým pátým singlovým titulem na okruhu ATP Tour se Srb Novak Djoković osamostatnil na třetím místě statistik titulů v otevřené éře. Třetí triumf v Cincinnati znamenal jeho třicátou devátou trofej v sérii Masters, jíž navýšil historický rekord.  Ve 36 letech se stal nejstarším šampionem turnaje. Pátou trofej ve dvouhře okruhu WTA Tour, a první v kategorii WTA 1000, vybojovala 19letá Američanka Coco Gauffová. Stala se tak nejmladší šampionkou cincinnatského turnaje. Mužský debl ovládli Argentinci Máximo González s Andrésem Moltenim, kteří v semifinále a finále odvrátili celkem tři mečboly. Odvezli si tak šestou společnou trofej a první v sérii Masters.  Rovněž jako Gauffová triumfovali již o dva týdny dříve na Washington Open. První společnou účast ve čtyřhře okruhu WTA proměnily Američanky Alycia Parksová a Taylor Townsendová v titul a premiérově triumfovaly v kategorii WTA 1000.

## Rozdělení bodů a finančních odměn

### Rozdělení bodů
| Soutěž       | Soutěž        | vítězové | finalisté | semifinalisté | čtvrtfinalisté | 16 v kole | 32 v kole | 56 v kole | Q  | Q2 | Q1 |
| ------------ | ------------- | -------- | --------- | ------------- | -------------- | --------- | --------- | --------- | -- | -- | -- |
| dvouhra mužů | [ 4 ]         | 1000     | 600       | 360           | 180            | 90        | 45        | 10        | 25 | 16 | 0  |
| čtyřhra mužů | [ 12 ] [ 13 ] | 1000     | 600       | 360           | 180            | 90        | 0         | —         | —  | —  | —  |
| dvouhra žen  | [ 3 ] [ 14 ]  | 900      | 585       | 350           | 190            | 105       | 60        | 1         | 30 | 20 | 1  |
| čtyřhra žen  | [ 15 ]        | 900      | 585       | 350           | 190            | 105       | 5         | —         | —  | —  | —  |

### Finanční odměny
| Soutěž                              | Soutěž       | vítězové    | finalisté | semifinalisté | čtvrtfinalisté | 16 v kole | 32 v kole | 56 v kole | Q2       | Q1      |
| ----------------------------------- | ------------ | ----------- | --------- | ------------- | -------------- | --------- | --------- | --------- | -------- | ------- |
| dvouhra mužů                        | [ 4 ] [ 16 ] | 1 019 335 $ | 556 630 $ | 304 375 $     | 166 020 $      | 88 805 $  | 47 620 $  | 26 380 $  | 13 515 $ | 7 080 $ |
| čtyřhra mužů                        | [ 4 ] [ 13 ] | 312 740 $   | 169 880 $ | 93 310 $      | 51 470 $       | 28 310 $  | 13 510 $  | —         | —        | —       |
| dvouhra žen                         | [ 3 ] [ 14 ] | 454 500 $   | 267 690 $ | 138 000 $     | 63 350 $       | 31 650 $  | 17 930 $  | 12 848 $  | 7 650 $  | 4 000 $ |
| čtyřhra žen                         | [ 15 ]       | 133 840 $   | 75 286 $  | 40 432 $      | 20 914 $       | 11 850 $  | 7 900 $   | —         | —        | —       |
| částka ve čtyřhře je uvedena na pár |              |             |           |               |                |           |           |           |          |         |

## Dvouhra mužů

### Nasazení
| Stát                           | Hráč                  | ATP | Nasazení |
| ------------------------------ | --------------------- | --- | -------- |
| Španělsko                      | Carlos Alcaraz        | 1.  | 1.       |
| Srbsko                         | Novak Djoković        | 2.  | 2        |
|                                | Daniil Medveděv       | 3.  | 3.       |
| Řecko                          | Stefanos Tsitsipas    | 4.  | 4.       |
| Norsko                         | Casper Ruud           | 5.  | 7.       |
| Dánsko                         | Holger Rune           | 6.  | 5.       |
|                                | Andrej Rubljov        | 7.  | 8.       |
| Itálie                         | Jannik Sinner         | 8.  | 6.       |
| USA                            | Taylor Fritz          | 9.  | 9.       |
| USA                            | Frances Tiafoe        | 10. | 10.      |
|                                | Karen Chačanov        | 11. | 11.      |
| Kanada                         | Félix Auger-Aliassime | 12. | 14.      |
| Spojené království             | Cameron Norrie        | 13. | 15.      |
| USA                            | Tommy Paul            | 14. | 13.      |
| Chorvatsko                     | Borna Ćorić           | 15. | 16.      |
| Německo                        | Alexander Zverev      | 16. | 17.      |
| Žebříček ATP ke 14. srpnu 2023 |                       |     |          |

### Jiné formy účasti

#### Divoké karty
- John Isner
- Mackenzie McDonald
- Brandon Nakashima
- Stan Wawrinka

#### Žebříčková ochrana
- Lloyd Harris
- Gaël Monfils

#### Kvalifikanti
Podrobnější informace naleznete v článkové sekci Kvalifikace.
- Arthur Fils
- Thanasi Kokkinakis
- Dušan Lajović
- Corentin Moutet
- Max Purcell
- Jordan Thompson
- Alexandr Ševčenko

#### Šťastní poražení
- Daniel Altmaier
- Alexei Popyrin

### Odhlášení
- Roberto Bautista Agut → nahradil jej   Roman Safiullin
- Alexandr Bublik → nahradil jej  J. J. Wolf
- Pablo Carreño Busta → nahradil jej  Lorenzo Sonego
- Marin Čilić → nahradil jej  Miomir Kecmanović
- Karen Chačanov → nahradil jej  Alexei Popyrin
- Nick Kyrgios → nahradil jej  Emil Ruusuvuori
- Andy Murray → nahradil jej  Daniel Altmaier
- Milos Raonic → nahradil jej  Richard Gasquet
- Denis Shapovalov → nahradil jej  Yannick Hanfmann
- Jan-Lennard Struff → nahradil jej  Lloyd Harris

## Mužská čtyřhra

### Nasazení
| Stát                                                                                    | Hráč              | Stát               | Hráč                   | ATP | Nasazení |
| --------------------------------------------------------------------------------------- | ----------------- | ------------------ | ---------------------- | --- | -------- |
| Nizozemsko                                                                              | Wesley Koolhof    | Spojené království | Neal Skupski           | 2.  | 1.       |
| Chorvatsko                                                                              | Ivan Dodig        | USA                | Austin Krajicek        | 7.  | 2.       |
| USA                                                                                     | Rajeev Ram        | Spojené království | Joe Salisbury          | 11. | 3.       |
| Indie                                                                                   | Rohan Bopanna     | Austrálie          | Matthew Ebden          | 20. | 4.       |
| Monako                                                                                  | Hugo Nys          | Polsko             | Jan Zieliński          | 21. | 5.       |
| Mexiko                                                                                  | Santiago González | Francie            | Édouard Roger-Vasselin | 23. | 6.       |
| Německo                                                                                 | Kevin Krawietz    | Německo            | Tim Pütz               | 27. | 7.       |
| Španělsko                                                                               | Marcel Granollers | Argentina          | Horacio Zeballos       | 27. | 8.       |
| Žebříček ATP ke 14. srpnu 2023; číslo je součtem žebříčkového postavení obou členů páru |                   |                    |                        |     |          |

### Jiné formy účasti

#### Divoké karty
- Christopher Eubanks /  Ben Shelton
- Mackenzie McDonald /  Frances Tiafoe
- Lorenzo Musetti /  Lorenzo Sonego

### Odhlášení
- Alexandr Bublik /  Adrian Mannarino → nahradili je  Félix Auger-Aliassime /  Adrian Mannarino
- Fabrice Martin /  Andreas Mies → nahradili je  Daniel Evans /  Andreas Mies

## Ženská dvouhra

### Nasazení
| Stát                           | Hráčka                 | WTA | Nasazení |
| ------------------------------ | ---------------------- | --- | -------- |
| Polsko                         | Iga Świąteková         | 1.  | 1.       |
|                                | Aryna Sabalenková      | 2.  | 2.       |
| USA                            | Jessica Pegulaová      | 3.  | 3.       |
| Kazachstán                     | Jelena Rybakinová      | 4.  | 4.       |
| Tunisko                        | Ons Džabúrová          | 5.  | 5.       |
| Francie                        | Caroline Garciaová     | 6.  | 6.       |
| USA                            | Coco Gauffová          | 7.  | 7.       |
| Řecko                          | Maria Sakkariová       | 8.  | 8.       |
| Česko                          | Petra Kvitová          | 9.  | 9.       |
| Česko                          | Markéta Vondroušová    | 10. | 10.      |
| Česko                          | Barbora Krejčíková     | 11. | 11.      |
| Brazílie                       | Beatriz Haddad Maiová  | 12. | 19.      |
| Švýcarsko                      | Belinda Bencicová      | 13. | 14.      |
|                                | Darja Kasatkinová      | 14. | 13.      |
| USA                            | Madison Keysová        | 15. | 15.      |
|                                | Veronika Kuděrmetovová | 16. | 16.      |
| Žebříček WTA ke 14. srpnu 2023 |                        |     |          |

### Jiné formy účasti

#### Divoké karty
- Danielle Collinsová
- Céline Naefová
- Peyton Stearnsová
- Venus Williamsová
- Caroline Wozniacká

#### Žebříčková ochrana
- Jennifer Bradyová
- Anastasija Pavljučenkovová

#### Kvalifikantky
Podrobnější informace naleznete v článkové sekci Kvalifikace.
- Cristina Bucșová
- Ann Liová
- Emma Navarrová
- Linda Nosková
- Jasmine Paoliniová
- Aljaksandra Sasnovičová
- Martina Trevisanová
- Wang Si-jü

#### Šťastná poražená
- Varvara Gračovová

### Odhlášení
- Paula Badosová → nahradila ji  Ču Lin
- Barbora Strýcová → nahradila ji  Sloane Stephensová
- Elina Svitolinová → nahradila ji  Varvara Gračovová

## Ženská čtyřhra

### Nasazení
| Stát                                                                                    | Hráčka                      | Stát       | Hráčka             | WTA | Nasazení |
| --------------------------------------------------------------------------------------- | --------------------------- | ---------- | ------------------ | --- | -------- |
| Česko                                                                                   | Barbora Krejčíková          | Česko      | Kateřina Siniaková | 3.  | 1.       |
| Austrálie                                                                               | Storm Hunterová             | Belgie     | Elise Mertensová   | 11. | 2.       |
| USA                                                                                     | Nicole Melichar-Martinezová | Austrálie  | Ellen Perezová     | 17. | 3.       |
| USA                                                                                     | Desirae Krawczyková         | Nizozemsko | Demi Schuursová    | 22. | 4.       |
| Ukrajina                                                                                | Ljudmyla Kičenoková         | Lotyšsko   | Jeļena Ostapenková | 34. | 5.       |
| Čínská Tchaj-pej                                                                        | Sie Šu-wej                  | Čína       | Wang Sin-jü        | 38. | 6.       |
| Čínská Tchaj-pej                                                                        | Čan Chao-čching             | Mexiko     | Giuliana Olmosová  | 41. | 7.       |
| Japonsko                                                                                | Šúko Aojamová               | Japonsko   | Ena Šibaharaová    | 42. | 8.       |
| Žebříček WTA k 7. srpnu 2023; číslo je součtem žebříčkového postavení obou členek páru. |                             |            |                    |     |          |

### Jiné formy účasti

#### Divoké karty
- Jennifer Bradyová /  Asia Muhammadová
- Bethanie Matteková-Sandsová /   Anastasija Potapovová
- Emma Navarrová /  Peyton Stearnsová

#### Žebříčková ochrana
- Anastasija Pavljučenkovová /  Luisa Stefaniová

#### Náhradnice
- Jekatěrina Alexandrovová /   Aljaksandra Sasnovičová
- Ulrikke Eikeriová /  Ču Lin

### Odhlášení
- Bethanie Matteková-Sandsová /   Anastasija Potapovová → nahradily je  Jekatěrina Alexandrovová /   Aljaksandra Sasnovičová
- Karolína Muchová /  Markéta Vondroušová → nahradily je  Ulrikke Eikeriová /  Ču Lin

## Přehled finále

### Mužská dvouhra
- Novak Djoković vs.   Carlos Alcaraz, 5–7, 7–6(9–7), 7–6(7–4)

### Ženská dvouhra
- Coco Gauffová vs.  Karolína Muchová, 6–3, 6–4

### Mužská čtyřhra
- Máximo González /  Andrés Molteni vs.  Jamie Murray /  Michael Venus, 3–6, 6–1, [11–9]

### Ženská čtyřhra
- Alycia Parksová /  Taylor Townsendová vs.  Nicole Melicharová-Martinezová /  Ellen Perezová, 6–7(1–7), 6–4, [10–6]